# Stenolpium asperum
Espèce
Stenolpium asperum est une espèce de pseudoscorpions de la famille des Hesperolpiidae.

## Distribution
Cette espèce se rencontre au Pérou dans la région d'Arequipa et au Chili dans la région de Tarapacá.

## Liste des sous-espèces
Selon Pseudoscorpions of the World (version 3.0) :
- Stenolpium asperum asperum Beier, 1954 du Pérou
- Stenolpium asperum nitrophilum Beier, 1964 du Chili

## Publications originales
- Beier, 1954 : Ein neuer Olpiide (Pseudoscorp.) aus dem Hochlande von Peru. Senckenbergiana, vol. 34, p. 325-326.
- Beier, 1964 : Die Pseudoscorpioniden-Fauna Chiles. Annalen des Naturhistorischen Museums in Wien, vol. 67, p. 307-375 (texte intégral).